# Samsung Galaxy S Duos 2
O Samsung Galaxy S Duos 2 foi uma versão do Samsung Galaxy Trend Plus com Dual SIM e Android Jelly Bean, produzido e comercializado pela Samsung, que serviu como um sucessor imediato ao original Galaxy S Duos, que foi feito no segundo trimestre de 2012. 
Foi lançado em 30 de novembro de 2013 em alguns mercados asiáticos. E nos países restantes, foi lançado em 5 de dezembro de 2013.
Em comparação com outros modelos da Samsung, este telefone era da série "S", designado como aparelhos de alta qualidade, sendo comercializado como parte da família "Galaxy S". Apesar de ser considerado como um sucessor direto do S Duos, o design exterior e físico do modelo é idêntico ao original, apenas com ênfase em melhoramentos internos, tais como processador atualizado e software de sistema operacional atualizado.

## Especificações[3]

### Design
O design do S Duos 2 era igual ao do S Duos. Possui um chassi redondo de policarbonato, acabamento em metal falso e tampa traseira removível, típica da maioria dos smartphones Samsung desde o Galaxy S 3. O S Duos 2 está disponível em acabamentos preto e branco fosco.
Hardware
A tela do S Duos 2 é de LCD TFT 233p de 4,0 polegadas (102 mm), com resolução de 800x480 pixels, mas não permitia ajustes automáticos de brilho e gama devido à falta de um sensor de ambiente como seu predecessor.
Ao contrário dos modelos básicos dual SIM da Samsung, o Galaxy S Duos 2 já vinha com ambos os cartões SIM ativos o tempo todo. Portanto, pronto para receber chamadas em qualquer um dos SIM quando uma dessas ainda não estivesse em andamento. Opcionalmente, ele podia receber duas chamadas simultaneamente, mas exigia que o desvio em inacessível estivesse configurado em cada número e tivesse sujeito à disponibilidade da operadora, podendo incorrer cobranças adicionais. Uma limitação do telefone é que apenas um SIM poderia estar ativo no UMTS por vez. Logo, é inadequado para certas combinações de redes. 
O aparelho também contém uma bateria removível de 1500 mAh. Estimava-se tempo de uso em torno de 4 a 5 horas em uso pesado e pouco mais de 3 horas em jogos. Já no quesito de câmara, o celular vinha equipado câmera de 5 megapixels com flash LED, tirando fotos numa resolução 2592x1944 pixels; e câmera frontal de 0,3 megapixels. A câmera traseira possui sete modos de disparo e podia gravar vídeos em 720p, 480p e 240p.

### Software
O S Duos 2 vem com Android 4.2.2 "Jelly Bean" e software TouchWiz da Samsung. O S Duos 2 adiciona alguns dos recursos do Galaxy S4, como os widgets, que foram atualizados para os proprietários da Samsung usados por modelos com a versão do sistema operacional.